# Frederic Thesiger, 2. Baron Chelmsford

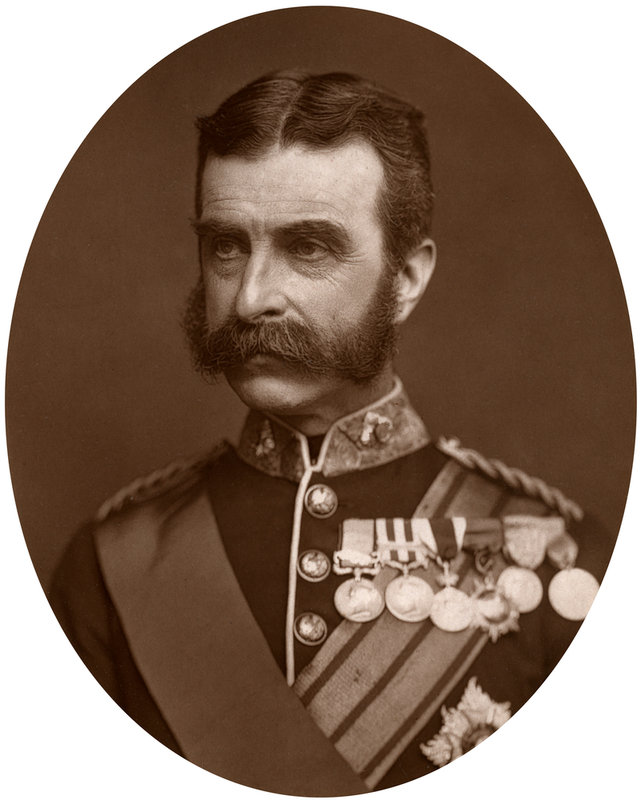
Frederic Thesiger, 2. Baron Chelmsford

Frederic Augustus Thesiger, 2. Baron Chelmsford, GCB, GCVO (* 31. Mai 1827 in Derby; † 9. April 1905 in Westminster), war ein britischer General und Oberbefehlshaber der Briten im Zulukrieg. Er kämpfte in verschiedenen britischen Kolonialkriegen (u. a. im Krimkrieg, in Indien und in Südafrika).

## Erste Einsätze
Frederic Augustus Thesiger war der Sohn von Frederic Thesiger, der 1858 Lordkanzler und Baron Chelmsford wurde. Im Dezember 1844 trat er als Offizier der Rifle Brigade in die British Army ein. 1853 bis 1854 war Thesiger Adjutant des Oberbefehlshabers in Irland, Sir Edward Blakeney. 1855 nahm Thesinger zuerst mit den Grenadier Guards, zu denen er in der Zwischenzeit gewechselt war, dann als Adjutant des Kommandeurs der 2. Division, Lieutenant-General Markham, am Krimkrieg teil.
1857 erfolgte seine Beförderung zum Lieutenant-Colonel im 95th Rifles Regiment. Mit diesem nahm er an der Niederschlagung des Sepoy-Aufstandes in Indien teil. In den folgenden Jahren diente er in Bombay.
1868 nahm er als stellvertretender General-Adjutant von Robert Cornelis Napier an der Britischen Äthiopienexpedition von 1868 gegen Kaiser Theodor II., nach Abessinien, teil. Im Anschluss wurde er zum Companion des Order of the Bath und zum Adjutant von Königin Victoria ernannt. 1877 wurde Thesiger zum Kommandeur einer Brigade in Aldershot und zum Brigadier-General befördert.
Im Februar 1878 ging Thesiger als Major-General, mit dem Brevet-Rang eines Lieutenant-General, als Oberbefehlshaber im neunten Kaffir-Krieg nach Südafrika. Nach Kriegsende im Juli 1878 wurde er im November 1878 als Knight Commander des Order of the Bath ausgezeichnet. Im Oktober des gleichen Jahres starb sein Vater, von dem er den Adelstitel 2. Baron Chelmsford erbte und dadurch Mitglied des House of Lords wurde.

## Zulukrieg
Zu Beginn des Zulukriegs im Januar 1879 drangen, nach Ablauf eines Ultimatums, englische Kolonialtruppen unter Lord Chelmsford von Natal aus in das Zulureich König Cetshwayos ein. Die britische Armee bestand aus 5.000 Europäern und 8.200 Afrikanern. Sie war in drei Abteilungen aus jeweils zwei Bataillonen organisiert. Die mittlere Abteilung wurde durch Chelmsford selbst kommandiert. König Cetshwayos Armee war ca. 40.000 Mann stark. In der Schlacht bei Isandhlwana am 22. Januar 1879 erlitten die Briten eine katastrophale Niederlage, in der das beteiligte Kontingent von 1.300 britischen Soldaten vollständig aufgerieben wurde.
Lord Chelmsford begann im Sommer, seine Truppen umzustrukturieren. Die Briten schickten in dieser Zeit Truppen aus dem gesamten Empire nach Südafrika. Garnet Joseph Wolseley wurde entsandt, um Lord Chelmsford abzulösen. Dieser suchte deshalb eine schnelle Entscheidung. In der Schlacht bei Ulundi am 4. Juli 1879 konnten die Briten die Zulu schließlich vernichtend schlagen. Zwei Wochen nach der Entscheidungsschlacht informierten die Briten darüber, dass das Zulu-Königreich nicht mehr bestehe. Cetshwayo wurde einen Monat später gefangen genommen. Das Zululand wurde in dreizehn separate Königtümer aufgeteilt. Obwohl Lord Chelmsford Südafrika im Juli verließ, wurde ihm durch Wolseley der Sieg über die Zulu zugeschrieben. Er wurde für diesen Sieg zum Knight Grand Cross des Order of the Bath erhoben.

## Zurück in England
1884 bis 1889 war Lord Chelmsford Lieutenant des Tower von London. Er wurde schließlich 1888 zum General befördert.
Frederic Augustus Thesiger starb 1905 während eines Billardspieles. Er hinterließ vier Söhne. Der älteste, Frederic Thesiger, beerbte ihn 1905 als 2. Baron Chelmsford und wurde 1916 Vizekönig von Indien sowie Viscount Chelmsford. Einer seiner Enkel war der Offizier und Reisende Wilfred Thesiger.